# 第九軍團 (英國)

第9集团军标识

第9集团军（英語：Ninth Army）是英國陸軍在第二次世界大戰期間的一支軍團，於1941年11月1日成立。

## 概述
英國第9軍團管轄駐紮在地中海東部的英國陸軍和大英國協陸軍部隊。
在英國第9軍團轄下服役的部隊之一是第一騎兵師，該師於1941年8月1日成為第10裝甲師。在英軍駐巴勒斯坦和外約旦的其他部隊中有第七步兵師、第八步兵師（1939年至1940年)。

## 指揮官
英國第9軍團的歷任指揮官如下：
- 第一代威爾遜男爵亨利·梅特蘭·威爾遜將軍（1941年10月至1942年9月）。[3]
- 威廉·喬治·霍姆斯爵士將軍（1942年9月至1945年2月）。[4]